# Berre-les-Alpes
Berre-les-Alpes település Franciaországban, Alpes-Maritimes megyében. Lakosainak száma 1234 fő (2022. január 1.). Berre-les-Alpes Blausasc, Coaraze, Contes, L’Escarène és Lucéram községekkel határos.

## Népesség
A település népességének változása:
| Lakosok száma | 570  | 949  | 857  | 1257 | 1275 | 1270 | 1253 | 1240 | 1236 | 1234 |
|               | 1968 | 1982 | 1990 | 2006 | 2013 | 2015 | 2017 | 2019 | 2020 | 2022 |